# Тенгинское сельское поселение (Туапсинский район)
Тенгии́нское сельское поселение — муниципальное образование в Туапсинском районе Краснодарского края России.
В рамках административно-территориального устройства Краснодарского края ему соответствует Тенгинский сельский округ.
Административный центр — село Тенгинка.

## География
Муниципальное образование расположено в западной части Туапсинского района, на южном склоне Главного Кавказского хребта, у побережья Чёрного моря. Рельеф местности сильно пересечённый. Средние высоты на территории сельского поселения составляют около 180 метров над уровнем моря. Наивысшей точкой является гора Горячая (628 м).
Площадь территории сельского поселения составляет — 95,85 км².  
Граничит с землями муниципальных образований: Джубгское городское поселение на западе и Новомихайловское городское поселение на востоке.
Гидрографическая сеть в основном представлена бассейном реки Шапсухо и его левого притока Бурхан.Обе реки принимают в себя множество ручьёв, которые в крае имеют название щель. 
Климат влажный субтропический. Средняя температура колеблется от +4,0°С в январе, до +23,0°С в июле. Среднегодовое количество осадков составляет около 1000 мм. Наибольшее количество осадков выпадает в зимний период. 

## История
В 1993 году Тенгинский сельский Совет был упразднён и преобразован в Тенгинский сельский округ. 
В 2004 году в границах сельского округа в рамках организации местного самоуправления было образовано муниципальное образование со статусом сельского поселения.

## Население
| 2002  | 2010  | 2012  | 2013  | 2014  | 2015  | 2016  |
| ----- | ----- | ----- | ----- | ----- | ----- | ----- |
| 3246  | ↗3382 | ↗3461 | ↗3552 | ↗3607 | ↗3663 | ↗3767 |
| 2017  | 2018  | 2019  | 2020  | 2021  | 2023  |       |
| ↗3784 | ↗3889 | ↘3866 | ↘3814 | ↘3701 | ↘3681 |       |

Процент от населения района — 2.96 %
Плотность — 38.4 чел./км2. 

## Населённые пункты
В состав сельского поселения (сельского округа) входят 2 населённых пункта:
| № | Населённый пункт | Тип населённого пункта | Население (чел.) | Доля от населения (%) |
| - | ---------------- | ---------------------- | ---------------- | --------------------- |
| 1 | Тенгинка         | село                   | ↗2260            | 66,82 %               |
| 2 | Лермонтово       | село                   | ↗1122            | 33,18 %               |